# National Organization for Marriage
La National Organization for Marriage (NOM) est une organisation politique américaine, à but non lucratif, dont l'objectif vise à lutter contre la légalisation du mariage homosexuel aux États-Unis. Sa création prend racine en 2007 afin d'étayer et promulguer la teneur de la proposition 8 instituée par l'État de Californie qui proscrit le mariage entre personnes du même sexe. La NOM s'oppose également aux « unions civiles non différenciées, » ; elle cherche conjointement à faire valoir son veto à l'encontre de toute forme d'adoption par des couples homosexuels.
Brian S. Brown (en) en est désigné comme l'actuel président et représentant officiel.

## Comité directorial
L'équipe siégeant au comité directorial de la NOM se décline comme suit :
- Maggie Gallagher (en), présidente

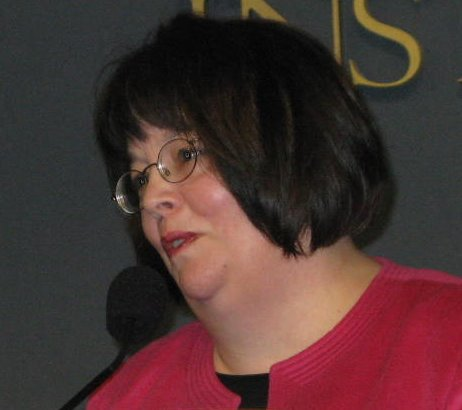
Maggie Gallagher, cofondatrice de la National Organization for Mariage, au cours d'une conférence au Cato Institute en 2010.

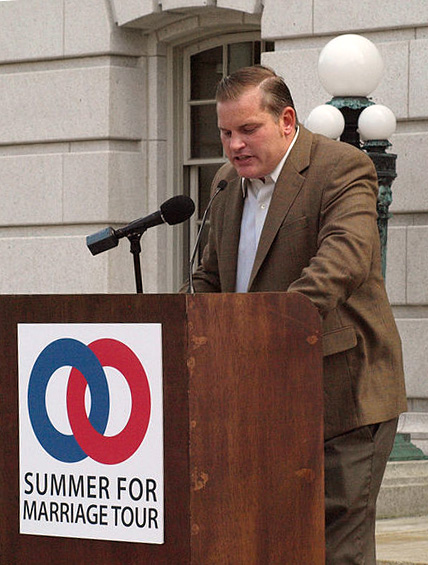
Brian S. Brown, président de la NOM.

- Brian S. Brown (en), directeur exécutif, ancien directeur exécutif du Family Institute of Connecticut[7]

- Robert P. George, président du conseil d'administration

- Neil Corkery, trésorier

- Chuck Stetson, président du conseil d'administration affilié au Bible Literacy Project[8]

- Ken Von Kohorn, président du conseil d'administration du Family Institute of Connecticut (en)[9]

- Luis Tellez, président du conseil d'administration du Witherspoon Institute (en)[10]

- Matthew S. Holland (en), président œuvrant dans le cadre de l'université de la vallée de l'Utah[11]

En avril 2009, Matthew S. Holland est remplacé à la commission du conseil par un romancier de science-fiction et membre du corps professoral de la Southern Virginia University en la personne de Orson Scott Card. En septembre 2011, le professeur de droit John Eastman subroge Maggie Gallagher à la présidence du comité.
Brian S. Brown demeure l'actuel président en fonction. Robert P. George, professeur de droit, en devient le président émérite, tandis que  Maggie Gallagher reste attachée au conseil d'administration tout en travaillant parallèlement à des projets spécifiques pour le compte de la NOM.

## Sources
- (en) Cet article est partiellement ou en totalité issu de l’article de Wikipédia en anglais intitulé « National Organization for Marriage » (voir la liste des auteurs).

### Traductions
1. ↑  (fr) « Protéger la finalité du mariage ainsi que la communauté des croyants qui en constituent le socle »